# Black Clover
Black Clover (ブラッククローバー, Burakku Kurōbā) és una sèrie manga shōnen de fantasia escrita i il·lustrada per Yūki Tabata. La sèrie es publica a la Weekly Shōnen Jump. La història tracta d'un noi jove anomenat Asta, aparentment nascut sense poder màgic, cosa que és fora de sèrie en el món on viu. Amb la seva ambició, noves habilitats que descobreix, i amics, vol ser el Rei dels Mags.
Una animació originalment per a vídeo (OVA) produïda per Xebec va tenir el seu primer tràiler el 27 de novembre de 2016, mentre que l'adaptació a sèrie televisiva d'anime per part de Pierrot va sortir el 3 d'octubre de 2017.
L'anime va arribar en català al canal SX3 el 9 de gener de 2023.

## Argument
Asta i Yuno són uns orfes que van ser criats junts des del seu naixement després de ser abandonats a una església als afores del Regne de Trèvol. Mentre tothom neix amb l'habilitat d'utilitzar mannà en forma de Poder Màgic (魔力, Maryoku), Asta és l'excepció, que compensa mitjançant l'entrenament del seu cos. Per altra banda, Yuno va néixer com un prodigi amb un poder màgic immens i el talent per controlar la màgia de vent. Motivats pel desig d'esdevenir el pròxim Rei dels Mags, la segona persona amb més autoritat després del rei del Regne de Trèvol, els dos joves van desenvolupar una rivalitat amistosa, i van adquirir els seus grimoris, uns llibres que potencien el Poder Màgic dels seus usuaris mitjançant la capacitat d'utilitzar diferents encanteris. Yuno obté un grimori amb un trèvol de quatre fulles, el mateix que tenia el primer Rei dels Mags del regne. Asta, malgrat la seva manca de màgia, obté el misteriós grimori amb un trèvol de cinc fulles, el qual conté el rar i misteriós poder de l'Anti-Màgia. Però després que ell i Yuno s'unissin a una Orde de Cavallers Màgics com a primer pas per complir les seves ambicions, Asta es troba fent front a una organització terrorista que està reunint pedres màgiques per realitzar un ritual per destruir el Regne de Trèvol com a venjança per les seves accions contra els habitants originals del temps del primer Rei dels Mags.

## Contingut de l'obra

### Manga
Black Clover està escrit i il·lustrat per Yūki Tabata, i es va començar a serialitzar el 16 de febrer de 2015 a l'antologia de manga shōnen de Shueisha, la Weekly Shōnen Jump. El manga és la segona sèrie de Tabata a la Weekly Shōnen Jump. De la seva primera sèrie, Hungry Joker, se'n van publicar a la revista 24 capítols del 12 de novembre de 2012 al 13 de maig de 2013, abans de ser cancel·lada.
L'abril de 2022, es va anunciar que el manga de Black Clover entraria en una pausa de tres mesos per preparar-la per a un arc final. Shueisha ha recopilat els seus capítols en volums individuals de tankōbon. El primer volum es va publicar el 4 de juny de 2015. A 4 de novembre de 2022, se n'han publicat trenta-tres volums.

### Anime
A la Jump Festa de 2016, entre el 27 de novembre i el 18 de desembre, es va emetre una OVA produïda per Xebec Zwei, basada en la sèrie. Aquesta OVA es va incloure amb el volum 11 del manga, que es va publicar el 2 de maig de 2017. A la Jump Festa 2018 s'hi va emetre una segona OVA. Més tard es va publicar en DVD juntament amb My Hero Academia i Shokugeki no Soma amb els futurs volums dels seus respectius mangas, tal com es va anunciar a l'esdeveniment Jump Special Anime Festa.
A la Black Clover Jump Festa del 18 de desembre de 2016, s'hi va anunciar una adaptació d'anime portada per l'estudi Pierrot. L'anime va ser dirigit per Tatsuya Yoshihara, Kazuyuki Fudeyasu en va escriure els guions, Itsuko Takeda en va dissenyar els personatges i Minako Seki en va compondre la música. La sèrie es va emetre del 3 d'octubre de 2017 al 30 de març de 2021. La sèrie consta de 4 temporades, les dues primeres de les quals estan formades per 51 episodis, la tercera per 52 episodis i la quarta formada per 16.
L'anime es va emetre sense cap interrupció important fins a finals d'abril de 2020, quan es va anunciar que els episodis futurs s'ajornarien a causa dels retards en la producció de l'estudi causats per la pandèmia de la COVID-19. L'emissió i la distribució de l'episodi 133 en endavant es va retardar i, en el seu lloc, el primer episodi de la sèrie es va reemetre el 5 de maig de 2020. La sèrie es va reprendre el 7 de juliol de 2020. El febrer de 2021, es va anunciar que Black Clover acabaria d'emetre's a l'episodi 170, el 30 de març de 2021, i s'hi faria un "anunci important".
Un curt d'animació original emès per internet titulat Mugyutto! Black Clover (むぎゅっと！ブラッククローバー), produït per DLE i dirigit per Tsukasa Nishiyama, es va començar a emetre a dTV l'1 de juliol de 2019. El tema d'obertura del curt és POSSIBLE, interpretat Gakuto Kajiwara i Nobunaga Shimazaki, duet anomenat "Clover×Clover".
Al Saló del Manga de Barcelona de 2022 es va anunciar que la sèrie es doblaria en català i s'estrenaria al canal SX3 el primer trimestre de 2023. Finalment, es va estrenar el 9 de gener de 2023.
| Personatge       | Japonès            | Català          |
| ---------------- | ------------------ | --------------- |
| Asta             | Gakuto Kajiwara    | Marcel Navarro  |
| Yuno             | Nobunaga Shimazaki | Masumi Mutsuda  |
| Noelle Silva     | Kana Yuuki         | Laia Vidal      |
| Yami Sukehiro    | Junichi Suwabe     | Josep Maria Mas |
| Charmy Pappitson | Kiyono Yasuno      | Mònica Padrós   |
| Vanessa Enoteca  | Nana Mizuki        | Iris lago       |
| Magna Swing      | Genki Muro         | Daniel Albiac   |
| Luck Voltia      | Ayumu Murase       | Iván Priego     |
| Finral Roulacase | Jun Fukuyama       | Sergi Olmo      |
| Gauche Adlai     | Satoshi Hino       | Bernat Quintana |
| Lily Aquaria     | Miyu Kubota        | Aina Lluch      |
| Orsi Orfai       | Kazuki Nakao       | Ramon Hernández |
| Narrador         | Kenichiro Matsuda  | Oriol Rafel     |

### Pel·lícula
El 28 de març de 2021, es va anunciar que la sèrie rebria una pel·lícula d'anime, de la qual encara no se'n saben tots els detalls. Més tard es va anunciar que el títol de la pel·lícula seria Black Clover: Mahōtei no Ken (ブラッククローバー 魔法帝の剣). Estarà dirigida per Ayataka Tanemura, amb un guió escrit per Johnny Otoda i Ai Orii, dissenys de personatges d'Itsuko Takeda i música de Minako Seki. Tabata també supervisarà la pel·lícula i proporcionarà els dissenys dels personatges originals. La pel·lícula s'estrenarà simultàniament als cinemes japonesos i a Netflix el 31 de març de 2023.

## Recepció

### Manga
El Volum 1 va assolir el 23è lloc al setmanal de manga Oricon, amb 38.128 còpies venudes; el volum 2 va assolir el 17è lloc, amb 61.918 còpies; el volum 3 també va assolir el 17è lloc, amb 80.462 còpies; el volum 4 va assolir el 13è lloc, amb 93.866 còpies; el volum 5 va assolir el 15è lloc, amb 108.503 còpies; i el volum 6 va assolir l'11è lloc, amb 118.783 còpies.
A novembre de 2022, el manga tenia 18 milions de còpies impreses en circulació.